# Tritt ein in den Dom
Tritt ein in den Dom ist ein Lied der Dresdner Gruppe electra, das 1972 aufgenommen und erst 1980 auf Schallplatte veröffentlicht wurde. 

## Geschichte
Die damalige Electra-Combo bestand zum Zeitpunkt der Aufnahme aus Bernd Aust (Saxophon, Querflöte, Keyboard, Hintergrundgesang), Stephan Trepte (Gesang), Wolfgang Riedel (Bass), Peter Ludewig (Gesang, Schlagzeug), Karl-Heinz Ringel (Keyboard) und Ekkehard Berger (Gitarre). Trepte war gerade erst in die Band gekommen und sang den Titel anstelle des eigentlich vorgesehenen Ludewig. Bei den Aufnahmen stellte sich heraus, dass Trepte lispelte, so dass Bernd Aust alle „s“- und „z“-Laute singen musste. Der Text wurde von Kurt Demmler nach einem Gedicht des russischen Lyrikers Alexander Blok verfasst, das ihm Ludewig mit der Bitte um Bearbeitung gegeben hatte.
Die Komposition stammt von Bernd Aust, der sie in kurzer Zeit zu dem Text schrieb. Das Lied wurde von Luise Mirsch für den Rundfunk der DDR produziert. Es passierte das „Lektorat“, also die Zensur, und wurde fortan im Rundfunk gespielt. Es erreichte Platz 1 in mehreren DDR-Wertungssendungen, wurde dann aber bis auf wenige Gelegenheiten nicht mehr gespielt, weil sein Text als Werbung für die Kirchen als Institutionen verstanden wurde. Laut Aust war dies aber nicht beabsichtigt. Tritt ein in den Dom wurde weiterhin auf Konzerten gespielt. Infolge des De-facto-Verbots wurden die Electra-Combo und vor allem das Lied besonders populär. Auf dem 1974 erschienenen Album Electra-Combo durfte das Lied noch nicht erscheinen. Sechs Jahre später wurde es erstmals auf einem Tonträger veröffentlicht; die Amiga-Langspielplatte 3 der nun electra genannten Band enthielt im Übrigen neuere Lieder mit dem Sänger Manuel von Senden.

## Beschreibung
Tritt ein in den Dom ist ein 10:10 Minuten langer Progressive-Rock-Titel. Stephan Trepte singt den Titel in hoher Tonlage expressiv zu einem langsamen Rhythmus. Dazu kommt der hohe, soulige Satzgesang anderer Bandmitglieder, vor allem Ludewigs und Austs. Die Instrumentierung ist durch die Orgel bestimmt. Den Mittelteil bestimmt ein Jazzrock-Intermezzo, das von Altsaxophon und Synthesizer dominiert wird. Als Vorbild dienten Songs des polnischen Rockmusikers Czesław Niemen, der damals in der DDR populär war.
Der Sänger fordert den Hörer wiederholt auf, einen Dom zu besuchen und die erhabene Stimmung in dessen Inneren zu spüren. Der Begleitchor weist darauf hin, dass es Menschen waren, die den Dom errichteten.

## Ausgaben (ohne Kompilationen)
- 1980: 3 (Amiga)
- 1980: Die Sixtinische Madonna (Pool/Teldec, nur Bundesrepublik Deutschland)